# Ophiactis tricolor
Ophiactis tricolor is een slangster uit de familie Ophiactidae.
De wetenschappelijke naam van de soort werd in 1928 gepubliceerd door Hubert Lyman Clark.